# Machilus viridis
Machilus viridis är en lagerväxtart som beskrevs av Hand.-mazz.. Machilus viridis ingår i släktet Machilus och familjen lagerväxter. Inga underarter finns listade i Catalogue of Life.